# トラフィック戦隊アンゼンジャー
トラフィック戦隊アンゼンジャー（トラフィックせんたいアンゼンジャー）は、2003～2005年の第37～39回・東京モーターショーのメイン・ステージに登場した、「戦隊」を模したヒーロー・キャラクターと、そのヒーロー・キャラクター・ショーの名称。

## 登場キャラクター

### トラフィック戦隊アンゼンジャー
大安全マン
千葉県警察幕張警察署（架空）所属の安野全治郎巡査が変身する。交通課所属時代、ドクター・ワルデガンスの通報でM.U.D.のもとに単身乗り込むが返り討ちに遭い瀕死の重傷を負う。改心したドクターによって改造手術を受けて大安全マンになった後は幕張署に特殊部隊として新設されたアンゼンジャーのリーダー格に。
シグナレディ
シグナレッド、シグナブルー、シグナイエローの三姉妹。「信号」を意味する「シグナル」から。苗字「新吾」も「信号」から。父は警視総監という設定がある。
シグナレッド
長女・新吾茜が変身する。
シグナブルー
次女・新吾葵が変身する。
シグナイエロー
三女・新吾黄子が変身する。
ドクター・ヨイデガンス
安野全治郎巡査を大安全マンに改造手術を行った。元はM.U.D.幹部「ドクター・ワルデガンス」。

### 悪の暴走組織マッド：M.U.D.
「Make Universe Dangerous」の略。
マッド・ハッシリーヤ将軍
M.U.D.の首領。愛車は『ピラレディXYZ号』。2003年ショーで爆発して以降は後に「改」などが付く。将軍役の俳優は2003年ショー本編後の「安全体操」では「爆発した将軍に扮した幕張署交通課の巡査部長」を将軍の衣装そのままで演じた。
大虎仮面
M.U.D.の幹部。着ぐるみのトラの頭部分の下に更にタイガーマスク風のマスクをかぶる。テーマソングは「虎」つながりで『六甲颪（おろし）』。そのため阪神タイガースファンで関西弁を話す設定。
ドクター・ワルデガンス
M.U.D.の幹部。良心の呵責から組織を裏切り安野へ通報、その後はM.U.D.を抜けてドクター・ヨイデガンスに改名、アンゼンジャーの一員となる。
レディ・ピラニア
M.U.D.の幹部。
イーハンズ
交通標識をあしらったM.U.D.の戦闘員。「止まれ」、「駐停車禁止」、「その他の危険」の3人構成。名前は「違反」から。
ピラレディXYZ号
マッド・ハッシリーヤ将軍の愛車。「ゆうすけ」こと関根裕介から譲り受けたらしい。スズキ製のバイクBandit250CCを改造した物。

## キャッチフレーズ
「戦う交通安全」。全く同じフレーズを、東映制作のスーパー戦隊シリーズの『激走戦隊カーレンジャー』（1996年放送）が先に、名乗りの際に使用していた。

## ショー内容
- 2003年

アンゼンジャー結成までを描く。二家本辰巳の指導によるアクションを多く取り入れた大掛かりなショー。
- 2004年

特撮番組の放送終了後に地方イベントで行われる、出演メンバーを絞った小規模なヒーローショーのパロディ。M.U.D.は将軍と大虎仮面、イーハンズの「止まれ」と「その他の危険」のみ、アンゼンジャーは大安全マン（安野は登場しない）とシグナブルーのみでウイングルーフトラックのステージで上演。
- 2005年

再びフルメンバー出演でショーの規模は大掛かりなものに。